# Igors Troickis
Igors Troickis (ur. 11 stycznia 1969) – były łotewski piłkarz występujący na pozycji obrońcy.

## Kariera klubowa
Troickis karierę rozpoczynał w 1988 roku w trzecioligowym klubie RAF Jelgava. W 1989 roku spadł z nim do czwartej ligi. W 1992 roku wraz z klubem rozpoczął starty w nowo powstałej lidze łotewskiej. W trakcie sezonu 1992 przeszedł do zespołu Skonto. W ciągu pięciu sezonów gry dla tego klubu, pięciokrotnie zdobył z nim mistrzostwo Łotwy (1992, 1993, 1994, 1995, 1996), a także dwukrotnie Puchar Łotwy (1992, 1995).
W 1997 roku Troickis został graczem rosyjskiej Bałtiki Kaliningrad, grającej w pierwszej lidze. W tym samym roku odszedł jednak do drugoligowego Kristałłu Smoleńsk. Grał też w innym drugoligowym zespole, Łokomotiwie Petersburg. W 2000 roku wrócił na Łotwę, gdzie podpisał kontrakt z klubem FK Ventspils. W 2003 roku zdobył z nim Puchar Łotwy. W 2004 roku przeniósł się do drużyny FK Rīga, gdzie w 2006 roku zakończył karierę.

## Kariera trenerska
W 2017 roku był szkoleniowcem zespołu FK Ogre grającego w Latvijas futbola 1. līga. 14 lipca 2017 łotewska federacja wykluczyła klub Troickisa oraz FK Jēkabpils/JSC z rozgrywek z powodu ustawiania spotkań. W przypadku Ogre szczególnie zwrócono uwagę na spotkanie z Rēzeknes FA/BJSS dnia 27 maja 2017. Przed rozpoczęciem spotkania Troickis obiecał swoim graczom nagrodę pieniężną za wygraną w pierwszej połowie. W przypadku niepowodzenia mieli doprowadzić do utraty bramki w drugiej części gry. Ogre wygrało pierwszą połowę 1-0, a cały mecz 2-0.
Oprócz Troickisa w ustawianie spotkań zaangażowani byli piłkarze drużyny, także z zagranicy. Jeden z ukraińskich zawodników często telefonował przed, w przerwie, oraz bezpośrednio po zakończeniu meczów. Innym podejrzanym spotkaniem był mecz z FK Jēkabpils/JSC z 6 maja 2017, kiedy przeciwnicy świadomie ułatwiali graczom Ogre odniesienie zwycięstwa.
12 lipca 2017 Troickis stawił się przed komisją dyscyplinarną. Odrzucił podejrzenia w związku ze spotkaniem przeciwko Rēzeknes FA/BJSS, nie przyznawał się także do udziału w ustawianiu gier. Oprócz meczów przeciwko FK Jēkabpils/JSC i  Rēzeknes FA/BJSS, w wątpliwość uczciwego przebiegu gry zostały podane spotkania Ogre przeciwko Preiļu BJSS oraz RTU FC/Skonto Academy.
14 lipca 2017 Igors Troickis, oraz 4 piłkarze jego drużyny - Aleksejs Kuplovs-Oginskis, Oļegs Penkovskis, Sergejs Ļebedevs oraz Deniss Sokolskis, zostali zdyskwalifikowani na 3 lata. Komisja szczególną uwagę zwróciła na Sokolskisa, którego nazwisko aż 16 razy pojawiało się w podejrzanych odcinkach ustawionych meczów, a powołany przez UEFA system do wykrywania sprzedanych spotkań wspominał o nim już wcześniej.

## Kariera reprezentacyjna
W reprezentacji Łotwy Troickis zadebiutował 8 kwietnia 1992 w przegranym 0:2 towarzyskim meczu z Rumunią. W latach 1992–2001 w drużynie narodowej rozegrał 41 spotkań.